# Sint-Martinuskerk (Tollembeek)

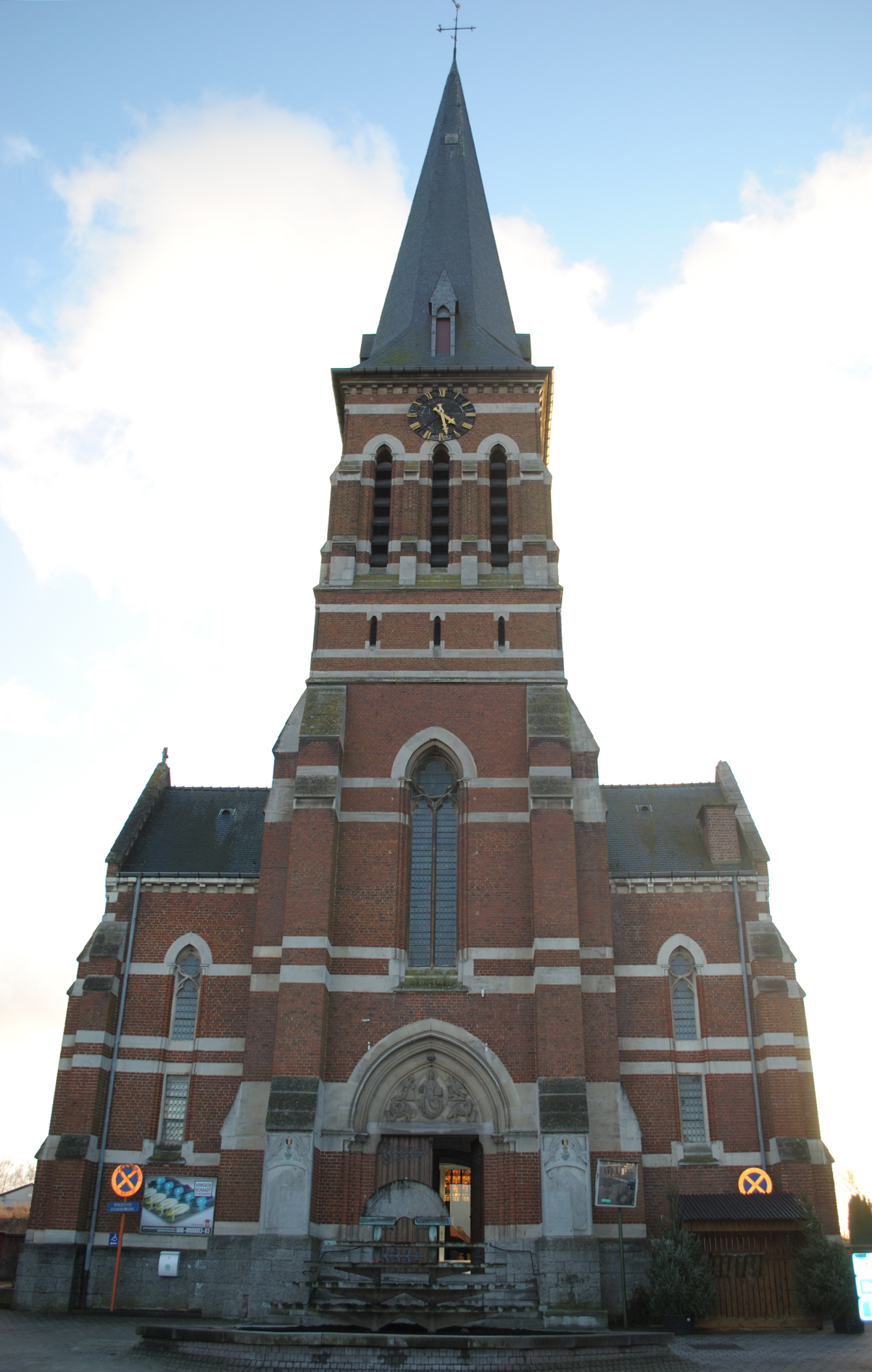
Sint-Martinuskerk, Tollembeek

De Sint-Martinuskerk in Tollembeek kijkt uit op de Plaats van Tollembeek en valt met zijn centrale ligging meteen op. Ze is dan ook aangeduid als beschermd stads- of dorspgezicht en als beschermd monument.

## Geschiedenis
De kerk dateert vermoedelijk uit de 12e eeuw, toen Tollembeek een afzonderlijke parochie werd. Voor die tijd behoorde het dorp tot de parochie Herne. Deze oude parochiekerk werd gebruikt tot 1870, waarna ze werd vernieuwd en herbouwd tot een grotere kerk. Aannemer Léopold Devreux uit Waterloo overzag de uitvoering van deze bouw. De kerk zoals ze er vandaag staat werd ingewijd in 1873. De afwerking binnenin de kerk werd pas later voltooid, in 1923.

## Beschrijving
De kerk is typerend voor de Vlaamse neorenaissance. Vooral het gebruik van rode baksteen en witte natuursteen van Caen is daarbij kenmerkend. 
In 2020 werd een nieuwe haan op de toren van de kerk geplaatst.

## Erfgoed
Zowel de kerk, als de kerkhofmuur, als het orgel binnenin de kerk zijn erkend als monument. Het orgel dateert van 1849 en werd gemaakt door Joseph Cappuyns uit Mechelen.